# Oligohydramnion
Von einem Oligohydramnion wird in der Pränatalmedizin gesprochen, wenn bei einer Schwangerschaft die Menge des Fruchtwassers 200 bis 500 ml unterschreitet. Anders ausgedrückt werden ein Fruchtwasserindex (AFI) von weniger als 5,1 cm oder Fruchtwasserdepots unter 2 cm zwischen Fetus, Plazenta (Mutterkuchen) und Gebärmutterwand als Oligohydramnion bezeichnet.

## Häufigkeit
Oligohydramnie tritt bei etwa 0,5 bis 4 % aller Schwangerschaften auf. Im letzten Schwangerschaftsdrittel (Trimenon) liegt bei ca. 3 bis 5 % aller Schwangerschaften eine verminderte Fruchtwassermenge vor. Der ICD-10-Code O41.0 wird angegeben bei der Betreuung der werdenden Mutter beim Vorliegen eines Oligohydramnions (ohne Blasensprung).

## Hinweise
Als Hinweiszeichen auf Oligohydramnie gelten insbesondere eine mit Blick auf das Gestationsalter (sprich: Schwangerschaftswoche) unüblich kleine Gebärmutter und die Reduzierung der Kindsbewegungen (aufgrund der beengten Raumverhältnisse).

## Ursachen
Die meist offenkundigste Ursache ist der (vorzeitige) Fruchtblasensprung, durch den das Fruchtwasser die Gebärmutter verlässt.
Daneben wird ein Oligohydramnion häufig verursacht durch
- eine verminderte Urinproduktion bzw. -ausscheidung des heranwachsenden Kindes, beispielsweise beim Potter-Syndrom
- eine sehr starke Wachstumsverzögerung des Babys
- eine Plazentainsuffizienz (Leistungsschwäche des Mutterkuchens) beispielsweise bei deutlicher Überschreitung des errechneten Geburtstermins (Übertragung)
- eine Ungleichheit der Blutverteilung durch den Mutterkuchen bei monochorialen, diamnoten Mehrlingen, vor allem beim fetofetalen Transfusionssyndrom
- sonstige Funktionsstörungen der Plazenta (z. B. aufgrund von Bluthochdruck oder Nikotinkonsum der Schwangeren), durch die die Nieren des ungeborenen Kindes weniger gut durchblutet werden und darum weniger Fruchtwasser bilden können

Ein Oligohydramnion bedingt eine vergleichsweise schlechte Leitung der Ultraschallwellen (je weniger Fruchtwasser, desto schlechter die Schallleitung) und gilt als sonografischer Softmarker für:
- allgemein Fehlbildungen des Urogenitaltraktes, insbesondere Nierenanlagestörungen wie z. B.:
  - Nierenagenesie (Fehlen oder sehr starke Unterentwicklung der Nieren)
  - Nierenhypoplasie (Unterentwicklung der Nieren)
  - Zystennieren
- Neonatale Hämochromatose
- Obstruktive Uropathie
- Triploidie
- Fetofetales Transfusionssyndrom bei Zwillingsschwangerschaften (Oligohydramnion beim Donor beziehungsweise dem kleineren Zwilling)

Eine länger bestehende und frühe Oligohydramnie kann insbesondere eine Schiefhalsbildung, eine Klumpfußbildung und die Entstehung von Lungenhypoplasie durch den Mangel an Lungenflüssigkeit begünstigen. Die Unterentwicklung der Lunge kann zu erheblichen Lungenfunktionsbeeinträchtigungen nach der Geburt führen. Bei einem Oligohydramnion vor der 24. Schwangerschaftswoche beträgt die Wahrscheinlichkeit einer Lungenhypoplasie etwa 24 bis 40 %.

## Oligohydramnion-Sequenz
Als Oligohydramnion-Sequenz wird eine Reihe von Auswirkungen beschrieben, die durch diese ungenügende Produktion von Fruchtwasser während der Schwangerschaft eingeleitet werden und zuerst von Edith Potter, einer amerikanischen Pathologin beschrieben und ihr zu Ehren zunächst als Potter-Syndrom oder Potter-Sequenz bezeichnet wurde.

## Behandlung
Wenn keine sonstigen Ursachen für die geringe Fruchtwassermenge vorliegen, kann die Schwangere oftmals durch eine ausreichende Trinkmenge (insbes. Wasser) zu einer quantitativen Verbesserung der Fruchtwassermenge beitragen. Gleicht sich die Menge des Fruchtwassers nicht wieder aus und sind durch die Oligohydramie Schädigungen des Kindes zu erwarten, wird die Möglichkeit einer Fruchtwasserauffüllung (Amnioninfusion) in Erwägung gezogen. Bei dieser Maßnahme wird der Fruchtwasserraum mit einer Zucker-Kochsalz-Lösung durch eine Nadel bzw. einen Katheter aufgefüllt. Die Spritze bzw. der Katheter wurden zuvor unter Ultraschallkontrolle durch die Bauchwand bis in die Amnionhöhle vorgeschoben. Ist der Allgemeinzustand des Kindes schlecht oder verschlechtert sich oder ist eine Übertragung die Ursache des Oligohydramnions, ist das Mittel der Wahl in der Regel die Entbindung des Kindes. Je nach Schwangerschaftswoche sollte zuvor eine Lungenreifungsinduktion durchgeführt werden und je nach Schwangerschaftswoche kann die Entbindung vaginal oder muss per Kaiserschnitt erfolgen.